# 黄在洪
黄 在洪（ファン・ジェホン、朝鮮語: 황재홍/黃在洪、1931年7月27日 - 1986年8月19日）は、大韓民国の実業家、政治家。第9代韓国国会議員。

## 経歴
慶北醴泉出身。慶北中学校、京畿高等学校、嶺南大学校（1960年当時大邱大学）経済学科卒。高麗大学校経営大学院修了。1956年に醴泉製糸社長、1964年に醴泉劇場代表を務めたほか、慶北陸上競技連盟会長、大韓陸上競技連盟副会長、韓国生糸輸出組合理事長、大昌中高財団理事、民主共和党慶北第11地区党委員長・地域開発審議委員会小委員を務めた。
1986年8月19日、ソウル市城北区の自宅にて持病により死去。享年56。